# Шишков Лев Миколайович
Лев Миколайович Шишков (17 вересня 1933, Скопин) — радянський футболіст, що грав на позиції захисника. Відомий за виступами у клубах найвищого радянського дивізіону з Ленінграда.

## Клубна кар'єра
Лев Шишков народився в місті Скопин (натепер Рязанської області). Розпочав виступи на футбольних полях у складі команди найвищого радянського дивізіону «Трудові резерви» з Ленінграда, в якій грав до 1956 року. З 1957 року грав у складі іншої ленінградської команди найвищого дивізіону «Зеніт», у складі якої зіграв до закінчення сезону 1961 року 60 матчів. У 1962 році грав у іншій леніградській команді найвищого дивізіону «Динамо». Сезон 1963 року провів у команді другої групи класу «А» «Шахтар» з Караганди. У 1964 році Шишков, разом із Анатолієм Савіним, Юрієм Глухих, Володимиром Юлигіним, Володимиром Смирновим, став гравцем команди класу «Б» «Таврія» із Сімферополя. По закінченні сезону 1964 року Лев Шишков завершив виступи на футбольних полях.